# Erika Ober
Erika Ober (* 30. Oktober 1950 in Saarbrücken) ist eine deutsche Politikerin der SPD.

## Leben
Die in Michelstadt im Odenwald lebende Fachärztin für Gynäkologie und Geburtshilfe trat 1988 in die SPD ein und war von 2002 bis 2005 sowie kurzzeitig 2009 Mitglied des Deutschen Bundestags. 
Bei der Bundestagswahl 2002 wurde sie im Wahlkreis Odenwald direkt gewählt und siegte knapp vor der CDU-Kandidatin Patricia Lips.
Zur Bundestagswahl 2005 trat sie erneut an. Diesmal gewann Patricia Lips das Direktmandat mit einem knappen Vorsprung von 79 Stimmen. Erika Ober verpasste auch über die SPD-Landesliste den Wiedereinzug in den Deutschen Bundestag.
Am 8. Mai 2008 wurde sie in Erbach als Landratskandidatin für die SPD im Odenwaldkreis aufgestellt und sollte die Nachfolge von Landrat Horst Schnur antreten. Bei der Wahl am 8. März 2009 erreichte Ober in dem Landkreis, in dem die SPD seit der Nachkriegszeit nach 1945 den Landrat stellte, nur 28 % der Stimmen. Vor der Stichwahl gegen Dietrich Kübler (ÜWG Odenwaldkreis) zog sie ihre Kandidatur zurück.
Am 25. Mai 2009 folgte sie dem durch Verzicht ausgeschiedenen Abgeordneten Frank Schmidt nach und war bis zum Ende der Legislaturperiode im gleichen Jahr erneut Mitglied des Bundestages.
Sie heiratete 1978 Manfred Ober und hat zwei Töchter.